# Британский психопат
«Британский психопат» (англ. Avengement) — боевик, снятый режиссёром Джесси В. Джонсоном по собственному сценарию со Скоттом Эдкинсом в главной роли (это шестая по счёту их совместная работа). 24 мая 2019 года фильм вышел на VOD и в ограниченный прокат в кинотеатрах.. Психопат получил хорошие отзывы критиков, которые похвалили актёрскую игру Эдкинса и постановку боёв. В 2020 вышло расширенное издание, в которое вошли вырезанные сцены.
Большая часть повествования в картине ведётся при помощи флэшбеков. При написании сценария Джонсон вдохновлялся самурайским фильмом «Харакири» (1962) режиссёра Масаки Кобаяси. Также незадолго до начала съёмок Джонсон просмотрел несколько документалок про организованную преступность в Англии, чтобы почерпнуть некоторые материалы для большего реализма своего фильма.
Русскоязычное название в свою очередь отсылает к фильму «Американский психопат», с которым данный проект никак не связан.

## Сюжет
Слоган фильма — «Его выпустили за плохое поведение» (англ. He's Out On Bad Behavior).
Заключенного и бывшего спортсмена-мастера боевых искусств Кейна Берджесса полицейский конвой сопровождает в больницу, где он узнает о смерти своей матери. Увидев её труп, он отбивается от полицейских и сбегает из-под стражи. Спустя некоторое время он направляется в паб, куда входит, предварительно избив вышибал. За выпивкой он подслушивает, как один из посетителей по имени Тьюн описывает, как неизвестный нападавший убил его коллегу-преступника по имени Рук. Кейн вмешивается в разговор, представившись другом владельца бара Линкольна, рассказывает свою версию произошедшего, намекая на то что это он убил Рука. Кейн ввязывается в драку с посетителями бара и при помощи двустволки берёт всех на мушку, включая Хайда, который является подручным его старшего брата Линкольна. Затем Кейн начинает рассказывать, что из-за чего его отправили в печально известную лондонскую тюрьму Белмарш, где ему пришлось бороться за выживание.
В ходе рассказа Кейна выясняется, что его брат Линкольн — криминальный делец, который давал людям ссуды под высокий процент и однажды Кейн попросил у него в долг, так как хотел построить свой спортзал. Однако Линкольн вместо этого отправляет брата на незаконное «дело», что в итоге приводит Кейна в тюрьму. Там его регулярно избивали в бесчисленных попытках убить, так как за голову Кейна Линкольн назначил награду в двадцать тысяч фунтов стерлингов. В результате на момент побега лицо Бёрджесса было обезображено, а вместо передних зубов стояли железные протезы. Сбежав из заключения, Кейн жаждет отомстить брату и всем причастным к его отправке в тюрьму.

## В ролях
| Актёр           | Роль                       |
| --------------- | -------------------------- |
| Скотт Эдкинс    | Кейн Бёрджесс              |
| Крейг Фэйрбрасс | Линкольн Бёрджесс          |
| Ник Моран       | помощник Линкольна Хайд    |
| Кирстон Уэринг  | барменша Без               |
| Томас Тургус    | наркодилер Тьюн            |
| Лео Грегори     | преступник Мо              |
| Луис Мэндилор   | детектив О’Хара            |
| Теренс Мэйнард  | бухгалтер Линкольна Стоукс |

## Отзывы
Кинокритик Фрэнк Шек из The Hollywood Reporter оценил актёрские способности Эдкинса, отметив что в этом фильме он сыграл своего самого комплексного персонажа за всю карьеру. Рецензент Los Angeles Times также дал положительную оценку фильму.